# 선샤인 파커
선샤인 파커(Sunshine Parker, 1927년 6월 10일 ~ 1999년 2월 17일)는 미국의 배우, 영화배우, 텔레비전 배우이다.
텍사스주에서 태어났으며 버뱅크에서 사망하였다. 사인은 폐렴이다.

## 영화
- 뱀파이어의 일몰 (1990년)
- 사설 탐정 해리 (1990년)
- 불가사리 (1990년) - 에드가 역
- 사랑에 눈뜰 때 (1985년)
- 즐거운 목요일 (1982년)
- 보드 앤 케어 (1980년)
- 오, 굿! 북 2 (1980년)
- 방황의 도시 (1980년) - 개스 스테이션 어텐던트 역
- 보난자 (1959년)